# Давыдов, Николай Иванович
Николай Иванович Давыдов (15 сентября 1930, Астрадамовка, Средневолжский край — 18 марта 1977) — комбайнёр совхоза «Белогорский» Беляевского района Оренбургской области. Герой Социалистического Труда (29.11.1968).

## Биография
Родился 15 сентября 1930 года в селе Астрадамовка (ныне — в Сурском районе Ульяновской области) в семье колхозника.
В начале 1930-х годов семья переселилась в Беляевский район Чкаловской (ныне Оренбургской) области. В 13 лет пошёл работать трактористом в колхоз «Новая степь». В 1947 году окончил курсы механизатора и стал трудиться в совхозе «Белогорский» комбайнёром.
В 1968 году благодаря своей настойчивости и упорному труду достиг высоких показателей по сбору урожая зерновых: 17 центнеров с гектара — таков его результат.
Указом от 29 ноября 1968 года за достижения высоких производственных результатов в сельском хозяйстве Николай Давыдов был удостоен звания Герой Социалистического Труда с вручением ордена Ленина и золотой медали «Серп и Молот».
В дальнейшем продолжал показывать высокие результаты в уборочную страду.
Кандидат в члены ЦК КПСС (1971—1976).
Умер в 1977 году.

## Награды
- Герой Социалистического Труда (медаль «Серп и Молот» и орден Ленина; 29.11.1968);
- Медаль «За трудовую доблесть»;
- Медаль «В ознаменование 100-летия со дня рождения Владимира Ильича Ленина»;
- Медаль «За освоение целинных земель»[2][3].

## Комментарии
1. ↑  В источниках[2][3] указывается местом рождения также село Ликино, местоположение которого и административно-территориальная принадлежность не установлены.